# آکاسیای چتری
آکاسیای چتری (نام علمی: Acacia tortilis) نام یک گونه از سرده آکاسیا است.